# Sivaganga
Sivaganga (tamilski: சிவகங்கை) – miasto w Indiach, w stanie Tamilnadu, stolica dystryktu Sivaganga. W 2011 liczyło 40 403 mieszkańców.